# Hemieuxoa inuitica
Hemieuxoa inuitica là một loài bướm đêm trong họ Noctuidae.